# سانت بول (مينيسوتا)
سانت باول (بالإنجليزية: Saint Paul وتختصر St. Paul)‏ هي عاصمة ولاية مينيسوتا الأمريكية وثاني أكبر مدينة فيها. بلغ عدد سكان المدينة 304,442 نسمة حسب تقديرات عام 2016. سانت بول هي مقر مقاطعة رامسي، وهي أصغر مقاطعات مينيسوتا وأكثرها اكتظاظا بالسكان. تقع المدينة في معظمها على الضفة الشرقية لنهر مسيسيبي في المنطقة المحيطة بنقطة التقاء نهر مينيسوتا، وتتجاور مع منيابولس، أكبر مدينة في الولاية. وتعرف المدينتان باسم «المدن التوأم»، وتشكلان نواة منطقة منيابولس سانت بول الحضرية، وترتيببها السادس عشر بين أكبر المنطقة الحضرية في الولايات المتحدة، مع حوالي 3.52 مليون نسمة.
تأسست المدينة قرب المستوطنات الهندية التاريخية كمركز للتجارة والنقل، وارتفع موقعها عندما أصبحت عاصمة إقليم مينيسوتا في عام 1849. اسم المددينة بلغة داكوتا إيمنيزاسكا "Imnizaska". ورغم أن منيابولس (بديوتا) معروفة أكثر على الصعيد الوطني، فإن سانت بول هي مقر حكومة الولاية والمؤسسات الهامة الأخرى. على الصعيد الإقليمي، تشتهر المدينة بمركز إكسيل للطاقة، موطن فريق الهوكي مينيسوتا وايلد،  ومتحف العلوم في مينيسوتا. وهي مركز الأعمال في أعلى الغرب الأوسط، ومقر شركات مثل إكولاب. تتمتع سانت بول، بجانب مدينة منيابولس، بمعدل القراءة والكتابة العالي. وكانت المدينة الوحيدة في الولايات المتحدة التي يبلغ عدد سكانها 250,000 أو أكثر تشهد زيادة تداول صحف الأحد في عام 2007.
بدأت المستوطنة أصلا في منطقة رصيف لامبرت، ولكن كان تعرف باسم عين الخنزير على رجل يدعى بيير بارانت أنشأ حانة شعبية هناك وكان يلقب «عين الخنزير». عندما أنشئت لوسيان غالتير، أول قس كاثوليكي في المنطقة، كنيسة القديس بولس من جذوع الأشجار (أصبح بعد ذلك الموقع الأول لكاتدرائية القديس بولس)، أطلق على المستوطنة اسمها الحالي، حيث أن الاسم «ملائم على أي مدينة أو بلدة، فهو يتكون من مقاطع أحادية صغيرة، وحسن الوقع على الأذن، ومفهوم من قبل جميع الطوائف المسيحية».

## التركيبة السكانية
قام مكتب تعداد الولايات المتحدة بتحديد بيانات التركيبة السكانية لسانت بول في تعداد الولايات المتحدة. في ما يلي، التركيبة السكانية حسب تعداد 2010.

### تعداد عام 2010
بلغ عدد سكان سانت بول 285,068 نسمة بحسب تعداد عام 2010، وبلغ عدد الأسر 111,001 أسرة وعدد العائلات 59,689 عائلة مقيمة في المدينة. في حين سجلت الكثافة السكانية 5,484.2 نسمة لكل ميل مربع (2,117.5/كم2). وبلغ عدد الوحدات السكنية 120,795 وحدة بمتوسط كثافة قدره 2,323.9 لكل ميل مربع (897.3/كم2).
وتوزع التركيب العرقي للمدينة بنسبة 60.1% من البيض و 1.1% من الأمريكيين الأصليين و 15.0% من الأمريكيين ذوي الأصول الآسيوية و 0.1% من سكان جزر المحيط الهادئ و 15.7% من الأمريكيين الأفارقة و 3.9% من الأعراق الأخرى و 4.2% من عرقين مختلطين أو أكثر. فيما شكل الهسبانيون أو اللاتينيون من أي عرق نسبة 9.6% من السكان.
بلغ عدد الأسر 111,001 أسرة كانت نسبة 30.4% منها لديها أطفال تحت سن الثامنة عشر تعيش معهم، وبلغت نسبة الأزواج القاطنين مع بعضهم البعض 34.1% من أصل المجموع الكلي للأسر، ونسبة 14.8% من الأسر كان لديها معيلات من الإناث دون وجود شريك، بينما كانت نسبة 4.9% من الأسر لديها معيلون من الذكور دون وجود شريكة وكانت نسبة 46.2% من غير العائلات. تألفت نسبة 35.8% من أصل جميع الأسر من أفراد ونسبة 8.5% كانوا يعيش معهم شخص وحيد يبلغ من العمر 65 عاماً فما فوق. وبلغ متوسط حجم الأسرة المعيشية 3.33، أما متوسط حجم العائلات فبلغ 2.47.
بلغ العمر الوسطي للسكان 30.9 عاماً. وكانت نسبة 25.1% من القاطنين تحت سن الثامنة عشر، وكانت نسبة 13.9% بين الثامنة عشرة والأربعة وعشرين عاماً، ونسبة 29.6% كانت واقعةً في الفئة العمرية ما بين الخامسة والعشرين والأربعة وأربعين عاماً، ونسبة 22.6% كانت ما بين الخامسة والأربعين والرابعة والستين، ونسبة 9% كانت ضمن فئة الخامسة والستين عاماً فما فوق. وتوزع التركيب الجنسي للسكان بنسبة 48.9% ذكور و51.1% إناث.

## جغرافيا
تقع على الضفة الغربية من نهر الميسيسيبي وعلى الضفة الأخرى منيابولس ويسميان بالمدينتان التوأم لأنهما متداخلتان كليا.
يزيد سكان سانت باول عن 3,000,000 نسمة، معظم سكانها من الدول الإسكندنافية. من أهم معالمها مول اوف اميركاmall of america أكبر مجمع تجاري في الولايات المتحدة والمتحف العلمي.

### الأحياء
تنقسم مدينة سانت بول إلى سبعة عشر منطقة تخطيط حضريَّة:
1. صنراي-باتل كريك هايوود
2. إيست سايد الأكبر (الجانب الشرقي الأكبر)
3. ويست سايد (الجانب الغربي)
4. دايتونز بلوف
5. باين-فالن
6. نورث إند (النهاية الشمالية)
7. توماس ديل (فروغتاون)
8. جامعة-سومت
9. ويست إند (النهاية الغربية)
10. كومو بارك (حديقة كومو)
11. هاملاين-ميدواي
12. سانت أنتوني بارك (حديقة سانت أنتوني)
13. يونيون بارك (حديقة الاتحاد)
14. ماكاليستر-غروفلاند
15. هايلاند بارك (حديقة هايلاند)
16. سومت هيل
17. داونتاون (وسط المدينة)

## التعليم
تضم مدينة سانت بول ثاني أكبر معدل من مؤسسات وهيئات التعليم العالي لكل فرد في الولايات المتحدة. يوجد في سانت بول ثلاثة كليَّات جامعية حكومية وثمانية كليَّات وجامعات خاصة وخمس مؤسسات تعليم ما بعد الثانوي. من أبرز الكليَّات والجامعات هناك:
- جامعة هاملاين
- كليَّة ماكاليستر
- جامعة سانت كاثرين
- جامعة كونكورديا
- جامعة سانت توماس
- جامعة ولاية متروبوليان
- كلية سانت بول
- كلية ميتشل هاملاين للقانون

## المناخ
يعدّ مناخ سانت بول مناخاً قارياً وهو المناخ السائد عموماً في المناطق الشمالية من وسط غرب الولايات المتحدة. تتميز أشهر الشتاء ببرودتها وتساقط الثلوج، أمَّا أشهر فصل الصيف فتتميز بتراوحها ما بين درجات الحرارة الدافئة إلى الحارَّة والرطبة. يعدّ مناخ سانت بول في الصيف الحار من منطقة المناخ الرطب القاري وفقاً لتصنيف كوبن للمناخ. وتشهد المدينة على مدار العام مجموعة متنوعة من الظواهر المناخية من هطولات مطرية وثلجية وهطولات خليطة وجليد وعواصف رعدية وأعاصير قمعية وضباب.
تتأثر المدينة أحياناً بكتل هوائية قطبية ولا سيما خلال أواخر شهر ديسمبر ويناير وفبراير من كل عام بسبب موقعها شمال الولايات المتحدة وقلة المسطحات المائية المساعدة على جعل الهواء معتدلاً. يبلغ متوسط درجات الحرارة السنوي في سانت بول 47.05 °ف (8.36 °م) وهو ما يجعل متوسط درجة الحرارة في منطقة منيابولس-سانت بول الحضرية أبرد متوسط سنوي لأي منطقة من المناطق الحضرية في الولايات الأمريكية المتجاورة.
| البيانات المناخية لـسانت بول، ولاية مينيسوتا | البيانات المناخية لـسانت بول، ولاية مينيسوتا | البيانات المناخية لـسانت بول، ولاية مينيسوتا | البيانات المناخية لـسانت بول، ولاية مينيسوتا | البيانات المناخية لـسانت بول، ولاية مينيسوتا | البيانات المناخية لـسانت بول، ولاية مينيسوتا | البيانات المناخية لـسانت بول، ولاية مينيسوتا | البيانات المناخية لـسانت بول، ولاية مينيسوتا | البيانات المناخية لـسانت بول، ولاية مينيسوتا | البيانات المناخية لـسانت بول، ولاية مينيسوتا | البيانات المناخية لـسانت بول، ولاية مينيسوتا | البيانات المناخية لـسانت بول، ولاية مينيسوتا | البيانات المناخية لـسانت بول، ولاية مينيسوتا | البيانات المناخية لـسانت بول، ولاية مينيسوتا |
| الشهر                                        | يناير                                        | فبراير                                       | مارس                                         | أبريل                                        | مايو                                         | يونيو                                        | يوليو                                        | أغسطس                                        | سبتمبر                                       | أكتوبر                                       | نوفمبر                                       | ديسمبر                                       | المعدل السنوي                                |
| -------------------------------------------- | -------------------------------------------- | -------------------------------------------- | -------------------------------------------- | -------------------------------------------- | -------------------------------------------- | -------------------------------------------- | -------------------------------------------- | -------------------------------------------- | -------------------------------------------- | -------------------------------------------- | -------------------------------------------- | -------------------------------------------- | -------------------------------------------- |
| الدرجة القصوى °ف (°م)                        | 57 (14)                                      | 59 (15)                                      | 83 (28)                                      | 93 (34)                                      | 93 (34)                                      | 103 (39)                                     | 105 (41)                                     | 103 (39)                                     | 95 (35)                                      | 88 (31)                                      | 75 (24)                                      | 66 (19)                                      | 105 (41)                                     |
| متوسط درجة الحرارة الكبرى °ف (°م)            | 26 (−3)                                      | 31 (−1)                                      | 43 (6)                                       | 58 (14)                                      | 71 (22)                                      | 80 (27)                                      | 85 (29)                                      | 82 (28)                                      | 73 (23)                                      | 59 (15)                                      | 42 (6)                                       | 29 (−2)                                      | 57 (14)                                      |
| المتوسط اليومي °ف (°م)                       | 16.5 (−8.6)                                  | 21.5 (−5.8)                                  | 33.5 (0.8)                                   | 48 (9)                                       | 60.5 (15.8)                                  | 69.5 (20.8)                                  | 74.5 (23.6)                                  | 72 (22)                                      | 63 (17)                                      | 50 (10)                                      | 34.5 (1.4)                                   | 21 (−6)                                      | 47.05 (8.36)                                 |
| متوسط درجة الحرارة الصغرى °ف (°م)            | 7 (−14)                                      | 12 (−11)                                     | 24 (−4)                                      | 38 (3)                                       | 50 (10)                                      | 59 (15)                                      | 64 (18)                                      | 62 (17)                                      | 53 (12)                                      | 41 (5)                                       | 27 (−3)                                      | 13 (−11)                                     | 38 (3)                                       |
| أدنى درجة حرارة °ف (°م)                      | −29 (−34)                                    | −32 (−36)                                    | −25 (−32)                                    | 3 (−16)                                      | 21 (−6)                                      | 36 (2)                                       | 45 (7)                                       | 42 (6)                                       | 26 (−3)                                      | 15 (−9)                                      | −14 (−26)                                    | −29 (−34)                                    | −32 (−36)                                    |
| الهطول إنش (مم)                              | 0.79 (20)                                    | 0.67 (17)                                    | 1.54 (39)                                    | 2.87 (73)                                    | 3.7 (94)                                     | 4.21 (107)                                   | 4.41 (112)                                   | 4.76 (121)                                   | 3.27 (83)                                    | 2.91 (74)                                    | 1.81 (46)                                    | 1.1 (28)                                     | 32.04 (814)                                  |
| المصدر #1: U.S. climate data                 |                                              |                                              |                                              |                                              |                                              |                                              |                                              |                                              |                                              |                                              |                                              |                                              |                                              |
| المصدر #2: The Weather Channel               |                                              |                                              |                                              |                                              |                                              |                                              |                                              |                                              |                                              |                                              |                                              |                                              |                                              |

## أعلام ومشاهير
- والتر إيبل (1898-1987)، ممثل
- لوني أندرسون (مواليد 1946)، ممثلة
- لوي أندرسون (مواليد 1953)، كوميدي
- ريتشارد أرلين (1899-1976)، ممثل
- هيرب بروكس (مواليد 1937)، مدرب هوكي
- وارين إيرل برغر (مواليد 1907)، قاضي رئيس للمحكمة العليا الأمريكية
- فرنسيس سكوت فيتسجيرالد (1896-1940)، كاتب
- جوش هارتنت (مواليد 1978)، ممثل
- رايتشل كيلر (مواليد 1992)، ممثلة
- ريان ماكدونا (مواليد 1989)، لاعب هوكي
- كيت ميليت (مواليد 1934)، باحثة وكاتبة نسوية
- كيل اوكبوسو (مواليد 1988)، لاعب هوكي
- ليندساي فون (مواليد 1984)، متزلجة جليد أولمبية وفائزة بميدالية ذهبية

## المدن الشقيقة
لمدينة سانت بول ثمانية مدن شقيقة:
- كيوداد روميرو (السلفادور)
- كولياكان، سينالوا (المكسيك)
- تشانغشا، خونان (الصين)
- جورج (جنوب أفريقيا)
- مانزانيلو، كوليما (المكسيك)
- ناغاساكي (اليابان) (1955) أقدم مدينة شقيقة في اليابان
- نويس، شمال الراين-وستفاليا (ألمانيا)
- نوفوسيبيرسك (روسيا)
- مدينة جيبوتي.[28]

## معرض صور

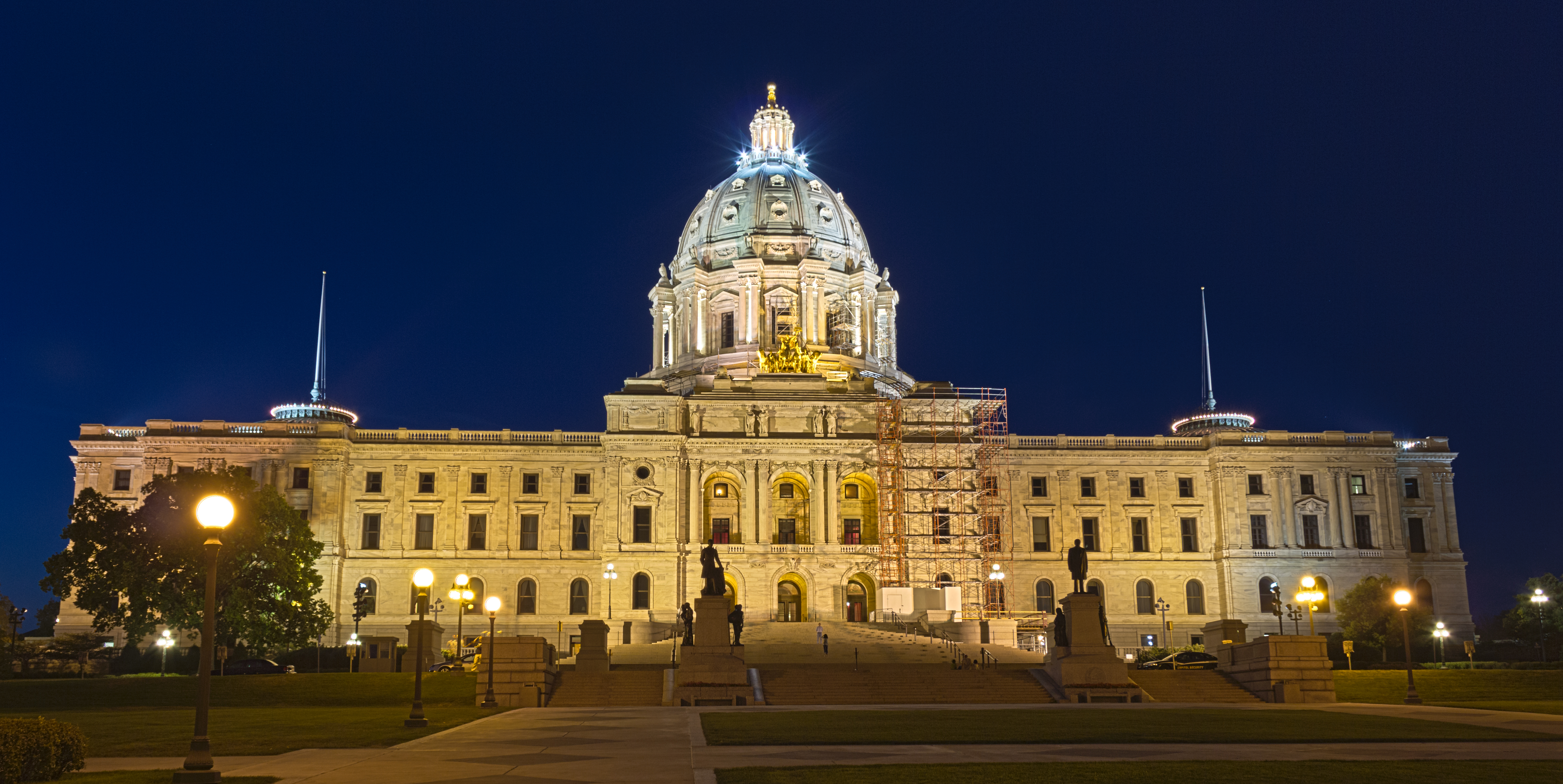
كابيتول سانت بول
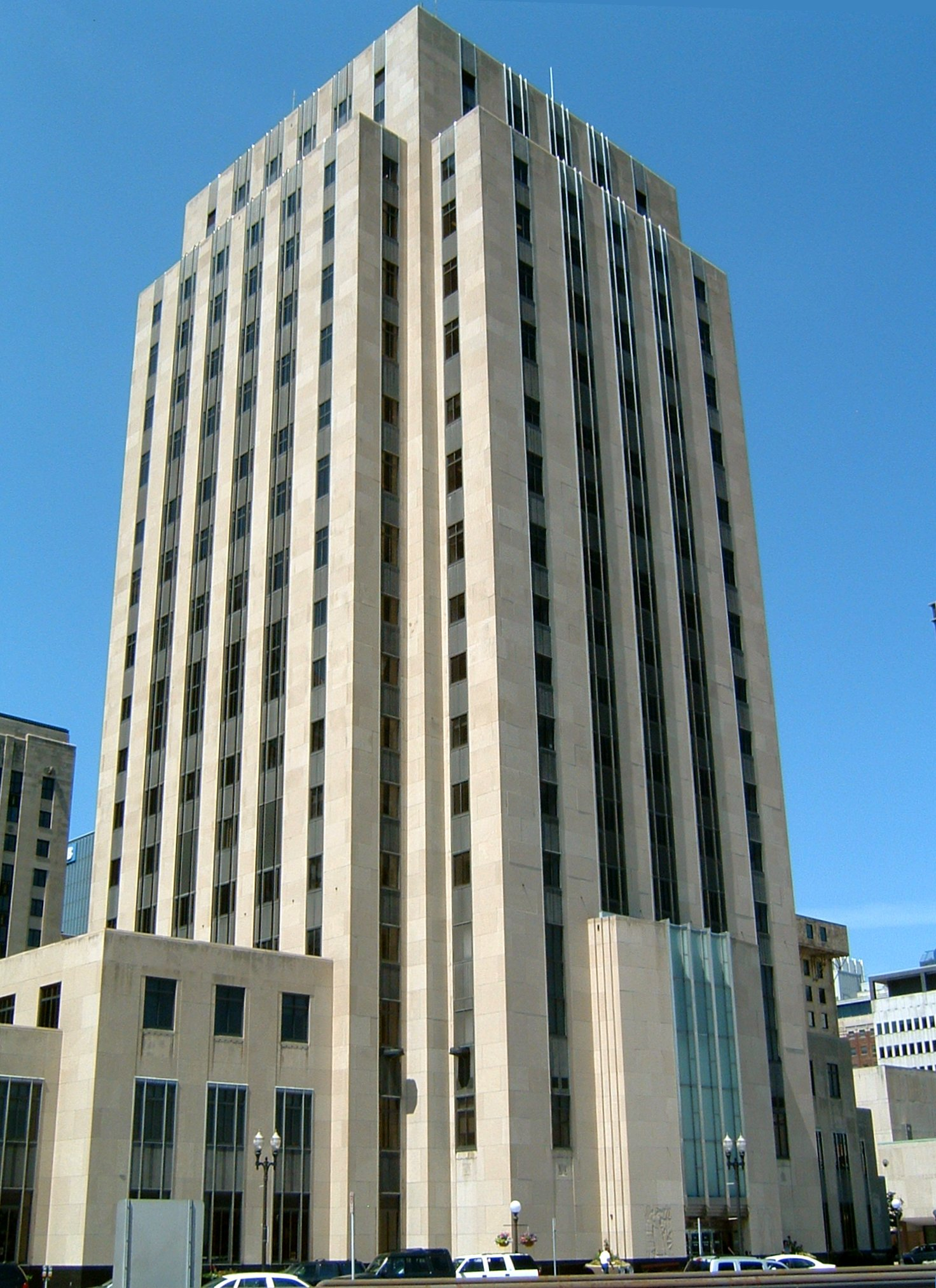
مجلس مدينة سانت بول ومحكمة مقاطعة رامسي
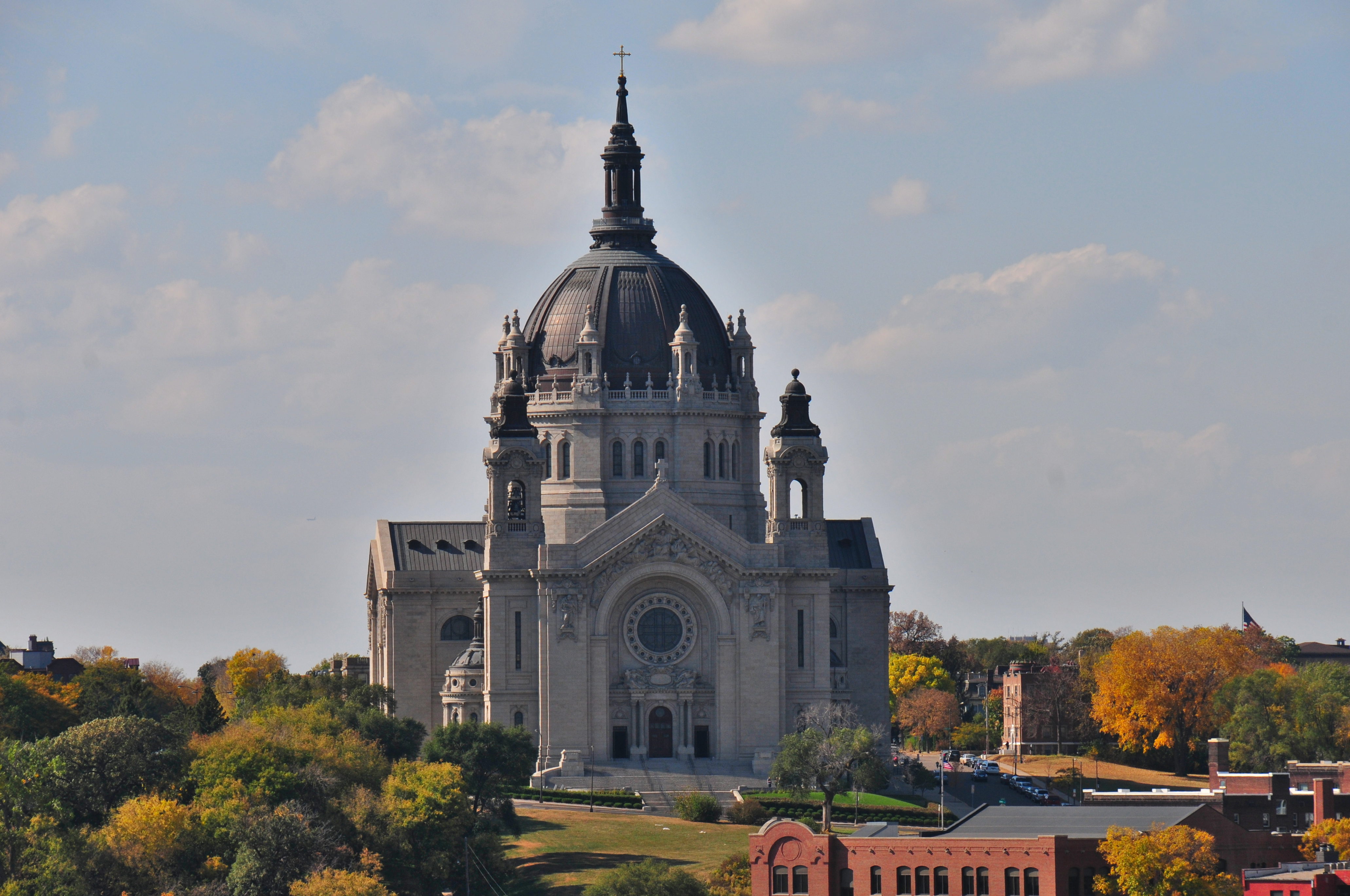
كاتدرائية سانت بول
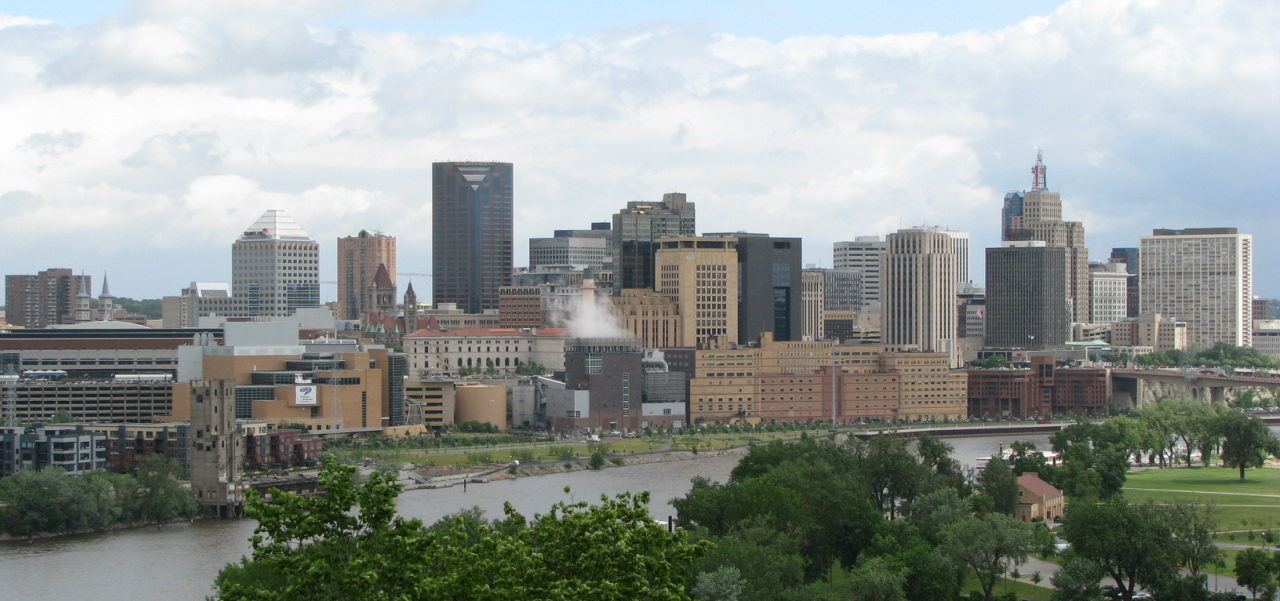
وسط المدينة
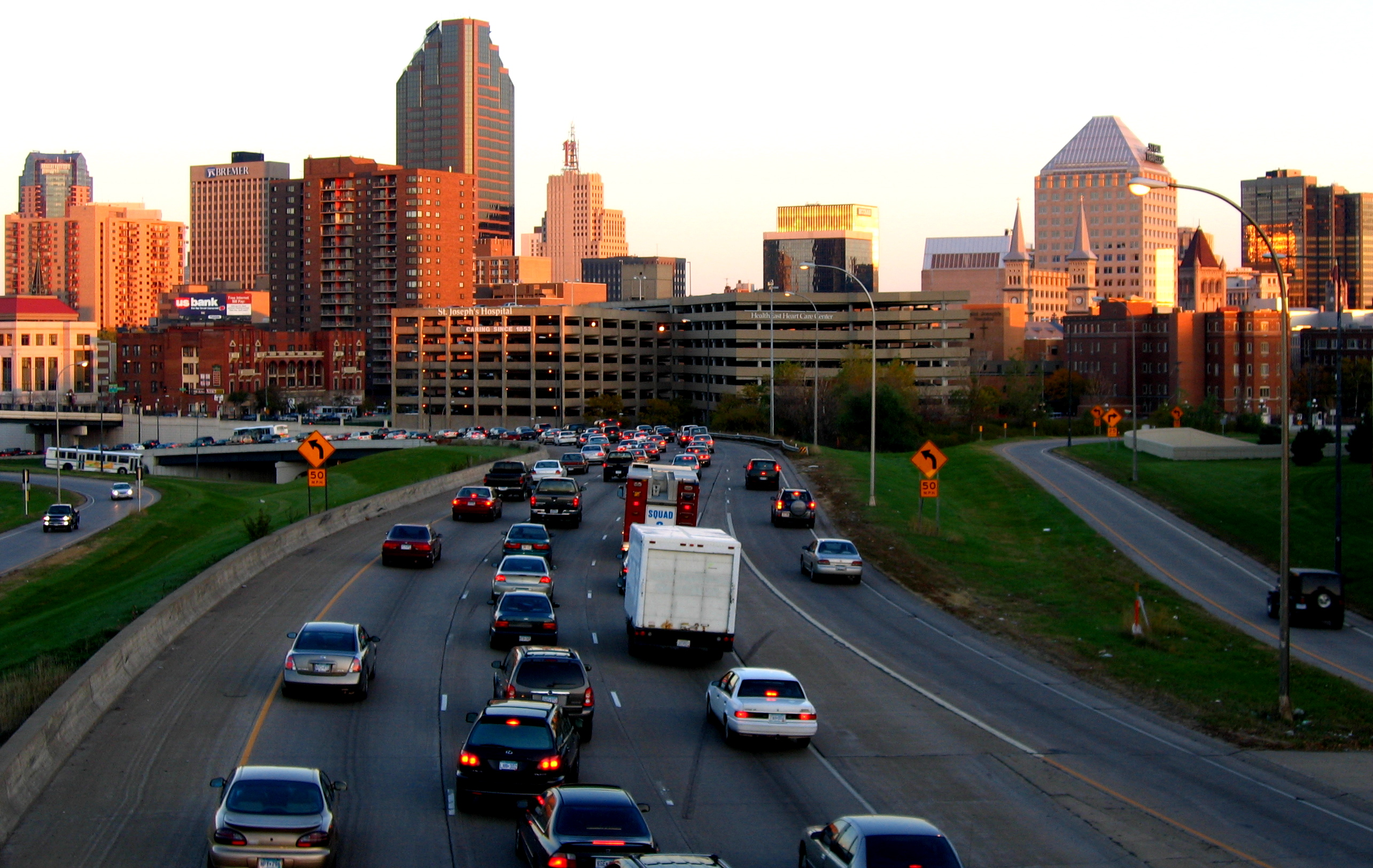
شارع I-94

## وصلات خارجية
- الموقع الرسمي (بالإنجليزية)
- عمارة مدينة سانت بول (بالإنجليزية)